# Transitmigration
Transitmigration (selten Permigration, veraltet Durchwanderung) ist die Wanderung (Migration) von Migranten (auch Transitmigranten genannt) von einem Territorium durch ein anderes in ein drittes. In der Regel sind damit Staaten gemeint. Bewegen sich Geflüchtete von einem EU-Mitgliedsstaat zu einem anderen, spricht man in diesem Zusammenhang von Sekundärmigration.
Transitstaaten dienen dem temporären Aufenthalt beim Übergang vom Herkunftsland ins Zielland.
Das Konzept der Transmitmigration ist unklar definiert. Daten sind kaum vorhanden und gegebenenfalls der Manipulation durch politischen Trends unterworfen. Teils werden Transitmigranten in den Transmitstaaten nicht registriert.

## Begriffliches
Teils wird der Begriff Transmigration synonym zu Transitmigration verwendet; teils wird in Abgrenzung dazu mit Transmigration ein Konzept bezeichnet, nach dem „Transmigranten“ mannigfaltige Beziehungen aufbauen und unterhalten, welche die Gesellschaften ihrer Herkunftsländer mit denen ihrer Aufenthaltsländer verbinden, und ihre Identität sowohl eine Zugehörigkeit zum Herkunfts- als auch eine Zugehörigkeit zum Aufenthaltsland umfasst (siehe hierzu auch: Migrationssoziologie#Wanderung, Migration und verwandte Begriffe).

## Beispiele
Beispiele sind:
- Migranten aus Afrika nach Nordeuropa: Afrikaner setzen nach Südeuropa über und immigrieren dann in die nördlicher gelegenen europäischen Staaten. Transmigration durch Westafrika[8][9] Richtung EU-Außengrenzen, insbesondere über das Mittelmeer[10][11] nach Nordeuropa (vgl. auch Einwanderung über das Mittelmeer in die EU). Durch Calais kommen jährlich mehrere Hundert Transitmigranten auf ihrem Weg nach Großbritannien (vgl. Vorgezogene Grenzkontrollen am Ärmelkanal).
- Migration von Flüchtlingen aus Syrien durch Griechenland und die Türkei nach Nordeuropa, vgl. Bürgerkrieg in Syrien#Flüchtlinge Einwanderung von Flüchtlingen nach Griechenland
- Grenze zwischen den Vereinigten Staaten und Mexiko:[12] Die Zahl der illegalen Einwanderer aus den Ländern Mexiko, Guatemala, El Salvador, Honduras, Nicaragua und Ecuador wird auf jährlich 350.000 geschätzt.[13]